# John Erskine (författare)
John Erskine, född 5 oktober 1879, död 2 juni 1951, var en amerikansk litteraturprofessor och författare.